# Muniz (Texas)
Muniz è un census-designated place (CDP) degli Stati Uniti d'America della contea di Hidalgo nello Stato del Texas. La popolazione era di 1.370 abitanti al censimento del 2010. Fa parte dell'area metropolitana di McAllen-Edinburg-Mission.
Nel 2010, Muniz aveva il reddito familiare medio più basso di tutte le località negli Stati Uniti con una popolazione superiore a 1.000 abitanti. A partire dal 2015 Muniz, una colonia, ha circa la metà della sua popolazione nata in paesi stranieri, che, con tutta probabilità, quasi tutti dal Messico, e con un gran numero di immigrati illegali. Nel 2015 Chris McGreal del Guardian ha descritto Muniz come il più povero insediamento statunitense lungo il confine degli Stati Uniti.

## Geografia fisica
Muniz è situata a 26°15′16″N 98°05′25″W (26.254502, -98.090230).
Secondo lo United States Census Bureau, il CDP ha una superficie totale di 2,75 km², dei quali 2,75 km² di territorio e 0 km² di acque interne (0% del totale).

## Storia
La comunità ha ricevuto i lampioni nel 2013. Dimensioni e condizioni delle case variano; molte sono fatte di cemento e/o legno.

## Società

### Evoluzione demografica
Secondo il censimento del 2010, la popolazione era di 1.370 abitanti.

### Etnie e minoranze straniere
Secondo il censimento del 2010, la composizione etnica del CDP era formata dal 91,31% di bianchi, lo 0% di afroamericani, lo 0% di nativi americani, lo 0% di asiatici, lo 0% di oceanici, l'8,69% di altre etnie, e lo 0% di due o più etnie. Ispanici o latinos di qualunque etnia erano il 99,78% della popolazione.

## Infrastrutture e trasporti
Si trova a circa 7 miglia (11 km) ad est del centro di McAllen. A partire dal 2015 la comunità non ha mezzi pubblici.